# Wszystko dla miłości
Wszystko dla miłości (oryg. Salaam-E-Ishq: A Tribute To Love, hindi सलाम-ए-इश्क़, urdu سلام ي عشق) – indyjski dramat miłosny wyreżyserowany w 2007 przez Nikhil Advani, autora Gdyby jutra nie było. W sześciu przeplatających się historiach par grają Salman Khan, Priyanka Chopra, Anil Kapoor i Juhi Chawla, Akshaye Khanna i Ayesha Takia, John Abraham i Vidya Balan, Govinda i Shannon Esra, Sohail Khan i Isha Koppikar. Film opowiada historie życia 6 par z różnych stron świata: z Londynu, Bombaju czy Delhi, które przeplatają się ze sobą, co pomaga bohaterom zachować i pogłębić swoją miłość.

## Fabuła

### Historia 1
Bombaj. Ashutosh Raina (John Abraham) i Tehzeeb Hussain Raina (Vidya Balan) cieszą się pierwszą rocznicą ślubu. Łączy ich pełna czułości i oddania miłość, która przetrwała mimo próby rozdzielenia ich. Ashutosh pochodzi z rodziny hinduistów, w związku z czym jego ojciec nigdy nie uznał muzułmanki Tehzeeb za swoją synową. Ashutosh wybierając Tehzeeb stracił swoich rodziców. Nie wolno mu się nawet pojawiać w rodzicielskim domu. Ten ból nie przeszkadza młodym cieszyć się swoją miłością. Aż do czasu, gdy Tehzeeb ulega wypadkowi, w wyniku którego traci pamięć. Nie rozpoznaje męża. Jest dla niej zupełnie obcym człowiekiem. Ashutosh próbuje oswoić ją ze sobą, obudzić w niej na nowo miłość.

### Historia 2
Raju (Govinda) od 15 lat codziennie siada za kierownicą swojej taksówki i jedzie na lotnisko w Delhi. Czekając na pasażerów rozmawia w myślach ze swoim guru, ze swoim Bogiem, wciąż mając nadzieję, że ten pomoże mu znaleźć miłość, odmieni jego samotne życie. Raju pogodny, życzliwy całemu światu naiwnie oczekuje, że pewnego dnia drzwi lotniska otworzą się tylko dla niego, wyjdzie z nich dziewczyna jego marzeń i ruszy z nim w podróż. I pewnego dnia ten cud się zdarza. Łamiąca język cudzoziemka prosi go o zawiezienie do Tadź Mahal. Raju traktuje wybór miejsca jako znak od Boga, obietnicę miłości. Wiezie ją i wysadza przed pomnikiem miłości, uwiecznioną pamięcią o ukochanej, grobowcem Mumtaz zbudowanym jej po śmierci przez męża. Cudzoziemka jest wściekła. Chodziło jej o hotel „Taj Mahal”. Czuje się oszukana przez taksówkarza. Jej gniew pogłębia żal, z jakim przyjechała do Indii. Szuka tu swojego narzeczonego, Indusa, który porzucił ją, by na prośbę rodziców poślubić indyjską dziewczynę. Raju zapomina o swoim marzeniu o miłości. Pomaga Stephanie odnaleźć jej miłość. Wiezie ją do Radżastanu, aby nie dopuścić do ślubu, który na zawsze rozdzieli kochającą się parę.

### Historia 3
Viney Malhotra (Anil Kapoor), dobrze prosperujący londyński biznesmen żyje zaprogramowanym co do minuty życiem, którego pustka go dobija. Nie cieszy go ani wspaniały dom i bogactwo, ani kochająca żona Seema (Juhi Chawla) i dwoje dzieci. Rytm i przewidywalność codziennych zdarzeń odbiera mu radość życia. Jego serce ożywia się dopiero podczas przypadkowego spotkania w metrze. Viney poznaje kobietę, której obecność jest dla niego obietnicą powrotu młodości i odmiany życia poprzez nową miłość. Nagle ożywiony, z pretensją do bycia wyluzowanym, pozornie odmłodzony zaczyna szukać tancerki Anjali, której kolorowy, wolny świat wydaje mu się być lekarstwem na uwięzienie w szarości.

### Historia 4
Londyn. Kamini (Priyanka Chopra) tańcząc porywająco na wieczorze kawalerskim zostaje upokorzona przez obecnych tam mężczyzn, podziwiających jej urodę, ale traktujących ją samą jak zabawkę wieczoru. To upokorzenie zostaje uwiecznione na zdjęciach szukających sensacji gazet, co wstrząsa tancereczką. Marzy ona o tym, aby wreszcie ktoś potraktował ją poważnie, zobaczył w niej kobietę mogącą zagrać dramatyczną rolę np. w filmie Karan Johara. Przeszkadza jej w tym latami tworzony wizerunek osoby zamieszanej w skandale i romanse. Kamini wpada na pomysł, jak zmienić w prasie obraz swojej osoby. Zwołuje konferencję prasową, na której prezentuje się nie jako bezduszna, pogrywająca sercami żonatych mężczyzn lalka, ale jako kobieta oddana największej miłości swego życia, związana z niejakim Rahulem, który odmienił jej życie. I Rahul (Salman Khan) ku zdumieniu Kamini...pojawia się. Fikcja staje się rzeczywistością. Kim jest ten mężczyzna znikąd i skąd zna tak dobrze Kamini?

### Historia 5
Shiven (Akshaye Khanna), zatwardziały kawaler z Delhi ceni swoją wolność ponad wszystko i gdy jego dziewczyna Gia (Ayesha Takia) oczekuje od niego ślubu, wpada w panikę. Małżeństwo oznacza dla niego znudzenie sobą, kłótnie i niesmak na widok żony z wiekiem tracącej figurę. W ostatniej chwili nie wytrzymuje i doprowadza do zerwania zaręczyn, ale odzyskana wolność ma posmak klęski. Shivanowi brakuje Gii, tęskni nie przyznając się przed nikim do swych uczuć. Zagubiony trafia pewnego dnia przed jej dom i spotkawszy ją nagle dowiaduje się, że ojciec zaaranżował dla Gii małżeństwo. Ślub odbędzie się następnego dnia.

### Historia 6
Ram Dayal (Sohail Khan) i Phoolwati Dayal (Isha Koppikar) to młodożeńcy wprowadzani przez rodzinę do cudownie ustrojonej sypialni pełnej girland kwietnych, barwnych zasłon i zapalonych świec. Za chwilę ich miłość ma znaleźć ukoronowanie w słodyczy nocy poślubnej. Panna młoda jest speszona, zawstydzona, pan młody nadrabia miną, jest aż zbyt swobodny. Zamaszystym ruchem zrywa z głowy żony zasłonę odrzucając ją za siebie. Prosto na...płonące świece. Potem płoną już nie tylko ich serca, ale i cały dom wokół. Kolejna noc i kolejna próba bliskości. Nieudana z powodu obudzenia się młodszych sióstr i braci nowożeńców. I tak historia toczy się dalej. Rosnące pragnienie i niemożność spełnienia.

## Obsada
- Salman Khan – Rahul
- Priyanka Chopra – Kamini
- Anil Kapoor – Vinay Malhotra
- Juhi Chawla – Seema Bakshi Malhotra
- Govinda – Raju
- Shannon Esrechowitz – Stephanie
- Akshaye Khanna – Shiven Dungarpur
- Ayesha Takia – Gia Bakshi Dungarpur
- John Abraham – Ashutosh Raina
- Vidya Balan – Tehzeeb Hussain Raina
- Sohail Khan – Ram Dayal
- Isha Koppikar – Phoolwati Dayal
- Anjana Sukhani – Anjali
- Kushaal Paunjabi – Rohit Chaddha
- Tinu Anand – Babu

## Muzyka i piosenki
Muzykę do filmu skomponowało trio Shankar-Ehsaan-Loy, nagradzane i nominowane do nagród za muzykę do takich filmów jak: Dil Chahta Hai, Misja w Kaszmirze, Bunty i Babli, Gdyby jutra nie było
- Dil Kya Kare – Adnan Sami
- Saiyaan Re – Shilpa, Shankar Mahadevan i Loy Mendonsa
- Mera Dil – Shaan i Nihira Joshi
- Salaam-e-Ishq – Sonu Nigam, Shreya Ghoshal, Kunal Ganjawala, Sadhana Sargam i Shankar Mahadevan
- Tenuleke – Sonu Nigam i Mahalakshmi Iyer
- Babuji – Nihira Joshi
- Ya Rabba – Kailash Kher

## Sceny muzyczne na indiafm.com
- Di Kya Kare Remix
- Tenu Leke Remix
- Ya Rabba Remix
- Ya Rabba
- Dil Kya Kare
- Tenu Leke
- Salaam-E-Ishq
- Mera Dil
- Saiyaan Re